# 浅野愛子
浅野 愛子（あさの あいこ、1970年3月2日 - ）は、日本の女優・グラビアアイドル。東京都出身。

## 人物紹介
1987年8月1日、「銀の妖精」でレコードデビュー。デビュー当時はアットホームプロダクションに所属していた。
楳図かずおの人気漫画を原作にした東宝東和系映画『漂流教室』に主演、同時にヌード写真集『夏の妹』をリリースし話題になった。19年後、浅野愛子で「会社がいろいろ考えたみたいで……。そりゃあ、ヌードになるのは抵抗があり、泣きたいくらいでしたよ。ただ、カメラマンの野村（誠一）先生が上手に気持ちを盛り上げてくださり、自然体で撮れましたね。やってよかったと思いますよ。誰でも経験できることではないので。今の体と見比べるとショックですけどね、ハハハ。『漂流教室』も芝居は初めてなのに加え、英語台本だったので、猛特訓しながらの撮影で本当に大変でした。1日に1カットしか撮影できず、ウチに帰ってベッドでワンワン泣いたこともありました」と笑顔で話した。
1994年に結婚後は芸能界を引退し1女をもうけるも1998年に離婚。女優業からは遠ざかっていたが、担当マネージャーとの再会がきっかけになり、VP作品に出演し女優業を再開。現在は一般の仕事と並行してフリーランスで女優業を行っている。
2016年7月8日放送のTBS系『爆報! THE フライデー』では、3件のパートを掛け持ちしている姿が紹介された。

## 主な出演作品

### 映画
- 漂流教室（1987年）
- 首都高速トライアル（1988年）
- パイレーツによろしく（1988年）
- 乙女物語　お嬢様危機イッパツ！（1990年、バンダイ）
- IMADOKI初恋物語（1991年）
- ハートブレイクは昨日まで（1991年）
- 好きにならずにいられない（1992年）
- 悪友（1992年）
- とられてたまるか!（1992年）
- 青春デンデケデケデケ（1992年）
- どチンピラ2（1992年）
- どチンピラ3（1993年）
- とられてたまるか!2（1993年）

### テレビ番組
- ぼくの姉キはパイロット!（1987年、TBS） - 三浦翔子 役
- あぶない少年（1987年、テレビ東京）
- 花王名人劇場「裸の大将放浪記」第28話「清と伊豆の踊り子たち」（1988年7月24日、関西テレビ） - ユミコ 役
- 女ねずみ小僧（1989年、フジテレビ） - ねの三番＝お小夜 役
- 男と女のミステリー「安川刑事シリーズ 少女あみの反乱」（1989年、フジテレビ・PDS）
- 八百八町夢日記 第1シリーズ 第29話「次郎吉花火」（1990年、NTV・ユニオン映画） - おとせ 役
- 京都東山殺人事件〜舞妓さんは名探偵〜（1990年、テレビ朝日） - 舞妓・豆代 役
- 金田一耕助シリーズ・悪魔の手毬唄（1990年、TBS） - 青池里子 役
- 代表取締役刑事 第5話「風と共に去りぬ」・第24話「シンデレラ」（1990年・1991年、テレビ朝日）
- 名奉行 遠山の金さん
  - 第3シリーズ 第2話「怪盗の顔を見た!」（1990年、テレビ朝日・東映） - お絹 役
  - 第4シリーズ 第3話「神隠しから戻った美女」（1991年、テレビ朝日・東映） - お糸＝おくめ 役

- 七人の女弁護士 第1シリーズ 第3話「古都金沢・加賀友禅殺人事件! 罠に落ちた人妻」（1991年、テレビ朝日・PDS）
- さすらい刑事旅情編IV 第11話「古都鎌倉、歩いた死体!?」（1991年、テレビ朝日・東映） - 下山真弓 役
- 鬼平犯科帳 第3シリーズ 第12話「隠居金七百両」（1992年、フジテレビ・松竹） - お順 役
- 愛しの刑事 第19話「行方不明の女子大生！血痕の叫び!!」（1993年、テレビ朝日） - 島村香 役

### CM
- JR東海 - 1990年から1991年の伊勢志摩編
- 木曽路 - 1992年に制作され2017年まで25年間使用された。

### オリジナルビデオ
- 突風！ミニパト隊 アイキャッチジャンクション（1991年、三池崇史監督）-　敦子　役
- ダンドリくん 実写版（1992年、東芝EMI） - レイコ 役

### 写真集
- 『夏の妹』（1987年8月1日発行）野村誠一撮影、学習研究社（絶版）
- 『-愛子-君に会える瞬間』（1993年3月12日発行）沢渡朔撮影、スコラ

### 音楽
- 銀の妖精（1987年8月1日発売）

### ビデオ
- SHE'S IN